# Darren Styles
Darren Styles, właściwie Darren James Mew (ur. 23 maja 1975 w Colchesterze) – brytyjski piosenkarz, producent muzyczny i DJ. Nagrał dwa solowe albumy studyjne Skydivin’ (2008) i Feel the Pressure (2010).

## Dyskografia

### Albumy studyjne

#### Jako Darren Styles
| Rok                         | Dane dot. albumu | Najwyższe pozycje na listach | Najwyższe pozycje na listach |
| Rok                         | Dane dot. albumu | GBR                          | IRL                          |
| --------------------------- | --- | ---------------------------- | ---------------------------- |
| 2008                        | Skydivin’ - Wydany: 16 czerwca 2008 - Wytwórnia: Universal Music TV, All Around the World - Format: 2×CD, digital download          | 4                            | 41                           |
| 2010                        | Feel the Pressure - Wydany: 22 sierpnia 2010 - Wytwórnia: Universal Music TV, All Around the World - Format: 2×CD, digital download | 23                           | –                            |
| „–” album nie był notowany. | |                              |                              |

### Single

#### Jako Darren Styles

##### Solowe
| Rok                          | Tytuł                                        | Najwyższe pozycje na listach |
| Rok                          | Tytuł                                        | GBR                          |
| ---------------------------- | -------------------------------------------- | ---------------------------- |
| 2002                         | „Black Magic”                                | –                            |
| 2003                         | „The Sound” (& Disco Brothers & Mark Breeze) | –                            |
| 2006                         | „Getting Better”                             | –                            |
| 2006                         | „Save Me”                                    | 70                           |
| 2009                         | „Girls Like You”                             | –                            |
| 2014                         | „Talk”                                       | –                            |
| 2015                         | „Before the Sun” (feat. Gavin Beach)         | –                            |
| 2016                         | „Sun Is Rising” (feat. Christina Novelli)    | –                            |
| 2016                         | „It’s Like That”                             | –                            |
| 2017                         | „Us Against the World”                       | –                            |
| „–” singel nie był notowany. |                                              |                              |

##### W duetach
| Rok  | Tytuł                      |
| ---- | -------------------------- |
| 2010 | „Outta My Head” (& Manian) |